# Saper tutto
Saper tutto è una collana editoriale saggistica/enciclopedica della casa editrice italiana Garzanti; avviata nel 1949-1950, proseguirà con molti titoli fino al 1969.

## Prima serie (1950-1953)
Era contrassegnata da copertine bianche non illustrate, con una fascia d'angolo.
- 1 Léon Binet, Come si difende l'organismo
- 2 Albert Bouzat, L'energia atomica
- 3 René Thévenin, I paesi leggendari dinanzi alla scienza
- 4 Léon Lerich, La polizia scientifica
- 5 Bertrand Nogaro, I grandi problemi dell'economia contemporanea
- 6 Louis Gallien, La sessualità
- 7 Paul Couderc, La relatività
- 8 Jean Marquiset, La criminalità
- 9 Pierre Biquard, Gli ultrasuoni
- 10 Paul Chauchard, Il motore vivente
- 11 Pierre Grivet - Pierre Herreng, La televisione
- 12 Simone Laborde, Il cancro
- 13 Paul Foulquié, L'esistenzialismo
- 14 Maurice Debesse, L'adolescenza
- 15 Giuseppe Maria Lo Duca, Storia del cinema
- 16 Germain Laporte - Aris Peycelon, Fisiologia dello sport
- 17 Henry Peyret, La guerra delle materie prime
- 18 Paul Blanchart, Storia della scenotecnica
- 19 Jean-Paul Palewski, L'organizzazione scientifica del lavoro
- 20 Pierre George, Geografia sociale del mondo
- 21 Dino Origlia, L'educazione del bambino difficile
- 22 Pierre Rey, Gli ormoni
- 23 Fernand Meyer - Louis Joseph Olmer, Le tappe della chimica
- 24 Giuseppe Maria Lo Duca, Tecnica del cinema
- 25 Paul Couderc, Le tappe dell'astronomia
- 26 Dino Origlia, La relazione coniugale
- 27 Jules Carles, La fecondazione
- 28 François Raymon, Radionavigazione e radioguida
- 29 Jean Prinet, La fotografia e le sue applicazioni
- 30 Emmanuel Mounier, Il personalismo
- 31 Marcel Boll, Le tappe della meccanica
- 32 Maurice Caullery, Le tappe della biologia
- 33 Augustin Boutaric, I colloidi e le loro applicazioni
- 34 Marcel Boll, Le certezze del caso
- 35 Marcel Boll, Lo sfruttamento del caso
- 36 Pierre Denoyer, La stampa nel mondo
- 37 René Suaudeau, I nuovi metodi della educazione fisica
- 38 Henri Mathieu, L'analisi chimica
- 39 Jean Maisonneuve, I sentimenti
- 40 Augustin Boutaric, Materia, elettricità, energia
- 41 André Viaut, La previsione del tempo
- 42 Jacques-Fernand Cahen, La letteratura americana
- 43 Pierre Michaut, Storia del balletto
- 44 Pierre Pascal, Storia della Russia: dalle origini al 1917
- 45 Jean Canu, Storia degli Stati Uniti

## Seconda serie (1954-1969)
Era contrassegnata da copertine colorate, che indicavano argomenti generali secondo lo schema seguente:
- A (azzurro) = Arte e letteratura
- B (bianco)  = Scienza e tecnica
- G (giallo)  = Economia, politica e scienze sociali
- M (marrone) = Paesi del mondo
- R (rosso)   = Storia e filosofia
- V (verde)   = Antologie

I volumi erano pubblicati con numeri d'ordine singoli o multipli (differenziali). Alcuni titoli sono riedizioni della prima serie. Nell'elenco, la lettera maiuscola prima dei numeri contrassegna il colore/argomento assegnato al volume stesso.
- R 1-4  Ugo Dettore, Storia d'Italia
- B 5    Antonio Miotto, I disturbi della personalità
- A 6    René Lalou, Il romanzo francese dopo il 1900
- A 7    Lucien Malson, I maestri del jazz
- R 8    Jean Canu, Storia degli Stati Uniti
- A 9-10 Aaron Copland, Come ascoltare la musica
- B 11    Pierre Guaydier, Le tappe della fisica
- G 12    Guy Sinoir, L'orientamento professionale
- R 13    Henry Marc-Bonnet, Storia degli ordini religiosi
- A 14    Marcelle Ehrhard, La letteratura russa
- R 15    Ludovico Geymonat, Il pensiero scientifico
- G 16    Henri Lefebvre, Il marxismo visto da un marxista
- R 17    René Thevenin, I paesi leggendari dinanzi alla scienza
- B 18    Léon Lerich, La polizia scientifica
- R 19    Paul Foulquié, L'esistenzialismo
- A 20    Jacques-Fernand Cahen, La letteratura americana
- G 21    Henri Peyret, La guerra delle materie prime
- B 22    Maurice Caullery, Le tappe della biologia
- A 23    Giuseppe Maria Lo Duca, Storia del cinema
- A 24    Jeannine Auboyer, Le arti dell'Estremo Oriente
- A 25    Fernand Robert, La letteratura greca
- G 26    Leo Goldschmied, Storia della banca
- B 27    Antonio Miotto, La psicanalisi
- R 28    Pierre Pascal, Storia della Russia: dalle origini al 1917
- B 29    Paul Couderc, Le tappe dell'astronomia
- B 30-31 Marie Beynon Ray, Come non essere mai stanchi
- B 32    Jean Delay, La psico-fisiologia umana
- B 33    Giuseppe Alberti, Alimentazione umana: passato, presente, avvenire
- A 34    René Lalou, La letteratura inglese dalle origini ai nostri giorni
- R 35    Yves Duplessis, Il surrealismo
- B 36    Fernand Meyer - Louis Joseph Olmer, Le tappe della chimica
- B 37    Paul Couderc, L'astrologia
- R 38    Mario Rivoire, L'Europa dal 1918 a oggi
- A 39-40 Gillo Dorfles, L'architettura moderna
- R 41    Jean Vercoutter, L'antico Egitto
- R 42    Panfilo Gentile, L'idea liberale
- R 43    Jacques Droz, Storia della Germania
- A 44    Jean François Angelloz, La letteratura tedesca
- A 45-46 Franco Abbiati, Storia della musica
- R 47    Serge Hutin, Le società segrete
- G 48    Pierre George, L'economia degli Stati Uniti
- B 49    Antoine Porot, Le tossicomanie
- G 50    Etienne Dalemont, Il petrolio
- R 51    René Grousset, Storia dell'Asia
- R 52    Pierre Chaunu, Storia dell'America latina
- B 53    Jean Claude Filloux, L'inconscio
- B 54    Federico Pizzetti, Le ultime conquiste della medicina
- R 55    Raymond Bloch, Gli Etruschi
- A 56    Jean Camp, La letteratura spagnuola
- R 57    Charles Picard, La vita nella Grecia classica
- A 58-59 David Hardman, Shakespeare
- B 60    Emilio Servadio, Il sogno
- B 61    Jean Fauvet, Le tappe della medicina
- R 62    Pierre Vilar, Storia della Spagna
- B 63-64 Mayo Wingate, Problemi umani d'oggi
- B 65-66 Antonio Miotto, Le crisi dell'uomo e della donna
- G 67    Jean Fourastié, La produttività
- B 68    François Grégoire, I grandi problemi metafisici
- G 69-70 Libero Lenti, Problemi economici d'oggi
- B 71    Pierre Pichot, I tests mentali
- B 72    Pierre Rousseau, Astronomia senza telescopio
- A 73-74 Emilio Cecchi, La scultura fiorentina del Quattrocento
- G 75    Roberto Tremelloni, Storia recente dell'industria italiana
- A 76-77 Roberto Salvini, La scultura romanica in Europa
- R 78-79 Eugenia Zolli, Guida all'Antico e Nuovo Testamento
- A 80    Odile Kaltenmark-Ghéquier, La letteratura cinese
- A 81    Albert-Marie Schmidt, La letteratura simbolista
- R 82    Dominique Sourdel, L'Islam
- A 83 Camille Bellaigue, Verdi
- A 84-85 Luciano Ramo, Storia del varietà
- R 86 Marcel Griaule, I grandi esploratori
- B 87 Henri Baruk, Psicosi e nevrosi
- A 88 Pierre Grimal, La mitologia greca
- A 89 Louis Renou, Le letterature dell'India
- B 90-91 Ludwig Marcuse, Sigmund Freud
- R 92 Ugoberto Alfassio Grimaldi, Il socialismo in Europa
- R 93-95 Enzo Paci, La filosofia contemporanea
- B 96-97 Henri Victor Vallois, Le razze umane
- B 98 Jules Carles, Le origini della vita
- A 99-100 Antonio Frova, L'arte etrusca
- B 101-102 Werner Heisenberg, Natura e fisica moderna
- R 103-104 Louis Baudin, Lo Stato socialista degli Incas
- A 105-106 Giulio Carlo Argan, L'architettura barocca in Italia
- A 107-108 Italo Faldi, La scultura barocca in Italia
- R 109 André Chouraqui, Lo Stato d'Israele
- A 110-112 Hugo Friedrich, La lirica moderna
- A 113-115 Hans Sedlmayr, La rivoluzione dell'arte moderna
- B 116 Pierre Ducassé, Storia delle tecniche
- R 117 Denise Paulme, Le civiltà africane
- R 118 Chow Yih-Ching, La filosofia cinese
- R 119-120 Jacqueline Gabriel-Leroux, Le prime civiltà del Mediterraneo
- R 121 Marcel Simon, I primi cristiani
- R 122 Pierre Meile, Storia dell'India
- A 123-125 Walter Hess, I problemi della pittura moderna
- G 126 Jean François Deniau, Il Mercato Comune
- R 127 Henri Arvon, Il buddismo
- R 128 Giampiero Carocci, Storia del fascismo
- R 129-130 Luigi Pareti, Omero e la realtà storica
- A 131-132 Marco Valsecchi, Profilo della pittura moderna
- V 133-135 Alberto Moravia - Elémire Zolla, I moralisti moderni
- V 136-138 Pietro Chiodi, Il pensiero esistenzialista
- V 139-141 Franco Fortini, Il movimento surrealista
- V 142-143 Giacinto Spagnoletti, Il petrarchismo
- G 144-146 Jenny Griziotti Kretschmann, Storia delle dottrine economiche moderne
- V 147-149 Giuseppe Alberigo, La riforma protestante
- V 150-152 Mario Luzi, L'idea simbolista
- R 153-155 Santo Mazzarino, La fine del mondo antico
- B 156-157 Helmut Schelsky, Il sesso e la società
- R 158 Emmanuel Aegerter, Le grandi religioni
- G 159 François  Perroux, Il capitalismo moderno
- V 160-163 Elémire Zolla, La psicanalisi
- V 164-167 Antonio Giolitti, Il comunismo in Europa
- V 168-170 Pier Paolo Pasolini, La poesia popolare italiana
- M 171-174 Roger Bastide, Il Brasile
- M 175-178 Ruth Park, L'Australia
- M 179-182 René Marill Albérès, L'Argentina
- G 183-184 Luciano Cafagna, L'economia dell'Unione Sovietica
- A 185-188 Kléber Haedens, La letteratura francese
- M 189-192 John Gunther, Africa nera
- A 193-200 Silvio D'Amico, Storia del Teatro drammatico
- M 201-204 Leo Lawrence Matthias, La Cina
- A 205-208 Pietro Bianchi - Franco Berutti, Storia del cinema
- M 209-212 John Gunther, La Russia
- M 213-216 Henry Canova Vollam Morton, La Spagna
- A 217-218 Alfonso Reyes, Goethe
- A 219-221 Siegfried Giedion, Breviario di architettura
- V 222-224 Attilio Bertolucci - Pietro Citati, Gli umoristi moderni
- G 225-227 George Douglas Howard Cole, Storia economica del mondo moderno
- M 228-231 Sacheverell Sitwell, L'Olanda
- M 232-235 Bruno Romani, La Francia
- R 236-237 Roger Céré, La seconda guerra mondiale
- M 238-241 Charles Wassermann, Il Canada
- V 242-245 Giovanni Macchia, I moralisti classici
- B 246-247 Frederik Jacobus Johannes Buytendijk, Psicologia umana e psicologia animale
- R 248-250 George Clark, Le origini dell'Europa moderna [1450-1720]
- A 251-254 Karl Schefold, L'arte greca come fenomeno religioso
- M 255-258 Umberto Morra, L'Inghilterra
- V 259-262 Federico Caffè, Economisti moderni
- A 263-266 Giovanni Becatti, L'arte romana
- M 267-270 Erwin Schuhmacher, L'Indonesia
- M 271-274 Eric De Maré, La Scandinavia
- A 275-279 Horst Woldemar Janson - Dora Jane Janson, Storia della pittura
- V 280-282 Augusto Guidi, La civiltà elisabettiana
- V 283-286 Ernesto De Martino, Magia e civiltà
- B 287 Jean Maisonneuve, Psicologia sociale
- R 288-291 Charles Diehl, La civiltà bizantina
- A 292-295 Kenneth Clack, Il paesaggio nell'arte
- A 296-298 Cecil Maurice Bowra, La letteratura greca
- B 299-301 James Gordon Cook, Gli elettroni
- G 302-303 Francesco Campagna, La questione meridionale
- V 304-306 Giampiero Carocci, La resistenza italiana
- V 307-310 Vittorio De Caprariis - Tarcisio Amato, Il liberalismo europeo nell'Ottocento
- M 311-314 Ethel Mannin, Il Giappone
- R 315-318 David Thomson, Storia della Francia moderna
- M 319-322 Monk Gibbon, L'Austria
- M 323-326 Dom Moraes, L'India
- G 327-331 Emile James, Storia del pensiero economico
- B 332-333 Edward Charles Titchmarsh, Introduzione alla matematica
- B 334-337 Ernest Borek, Gli atomi e la vita
- G 338-340 Richard Mayne, La Comunità Europea
- R 341-343 Geoffrey Bruun, Storia dell'Europa nel XIX secolo
- R 344-346 Rudolf Bultmann, Il cristianesimo primitivo [nel quadro delle religioni antiche]
- M 347-350 Roger A. Caras, L'Antartide
- R 351-353 Martin Buber, Israele, un popolo e un paese
- A 354-357 Guglielmo Alberti, Alessandro Manzoni
- M 358-362 Roger Stevens, La Persia
- B 363-366 Daniel Stephen Halacy jr., Macchine per pensare
- R 367-372 George Macaulay Trevelyan, Storia di Inghilterra
- M 373-376 Stephen Rynne, L'Irlanda
- A 377-381 Ernst Rose, La letteratura tedesca
- R 382 Alberto Ronchey, Russi e cinesi
- A 383-386 George Steiner, Morte della tragedia
- M 387-391 Raymond Cartier, Gli Stati Uniti
- V 392-397 Carlo Sini, La fenomenologia
- G 398-403 Kurt Schilling, Storia delle idee politiche e sociali
- A 404 Antonio Enzo Quaglio, Francesco Petrarca
- R 405 John Shelton Curtiss, Le rivoluzioni russe del 1917
- V 406 Franco Ferrarotti, La sociologia
- R 407 Ernst Howald, La cultura dell'età antica
- R 408 Hans Heinrich Schaeder, L'Eurasia antica
- R 409 Grahame Clack, La preistoria del mondo
- R 410 Henri Pirenne, Storia economica e sociale del Medioevo
- A 411 Ernst Kühnel, L'arte islamica
- M 412 Leslie Finer, La Grecia
- M 413 Armand Gaspard, La Jugoslavia
- M 414 Víctor Alba, Il Messico
- A 415 Luigi Baldacci, I critici italiani del Novecento